# Paedarium punctipennis
Paedarium punctipennis är en tvåvingeart som först beskrevs av Walker 1858.  Paedarium punctipennis ingår i släktet Paedarium och familjen parasitflugor.
Artens utbredningsområde är Colombia. Inga underarter finns listade i Catalogue of Life.